# Cheilanthes tomentosa
Cheilanthes tomentosa là một loài thực vật có mạch trong họ Adiantaceae. Loài này được Link miêu tả khoa học đầu tiên năm 1833.

## Hình ảnh

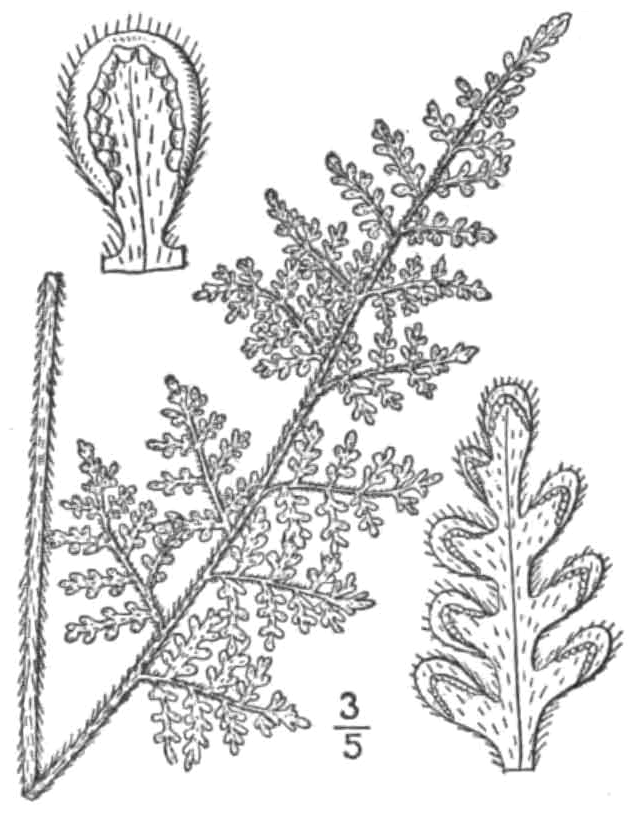